# Vavřička a další proti České republice

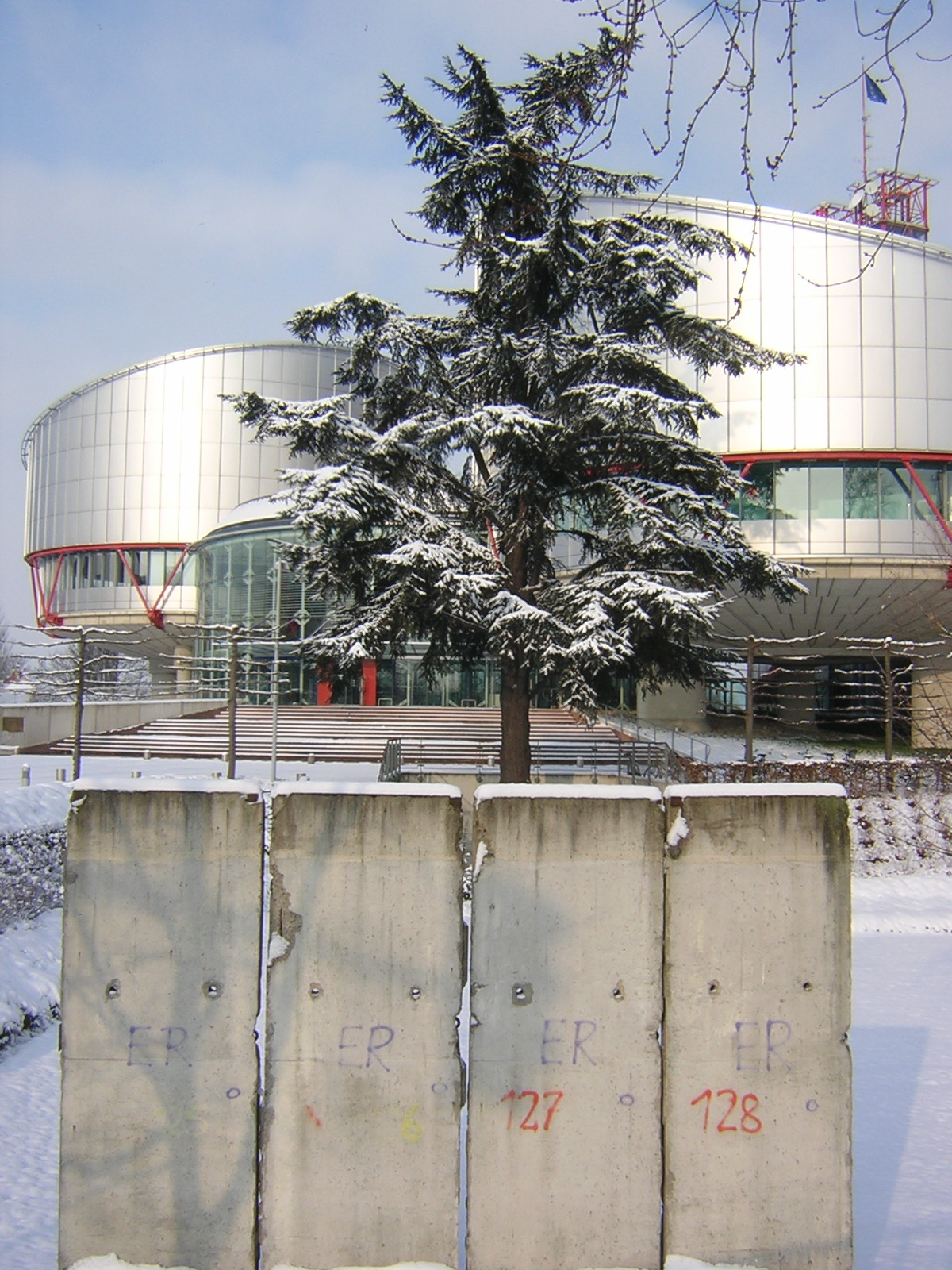
Budova Evropského soudu pro lidská práva ve Štrasburku

Vavřička a další proti České republice je případ Evropského soudu pro lidská práva z roku 2021, vycházející ze stížností č. 47621/13, 3867/14, 73094/14, 19306/15, 19298/15 a 43883/15. Původní stížnost podal Pavel Vavřička, český občan, který dostal pokutu za to, že své děti neočkoval proti tetanu, hepatitidě B a dětské obrně. K Vavřičkovi se posléze připojili další rodiče se stejným problémem. Stěžovatelé uváděli, že pokutováním za odmítnutí očkování bylo zasaženo do jejich práva na soukromý a rodinný život (čl. 8 Evropské úmluvy o lidských právech), práva na svobodu svědomí, myšlení a víry (čl. 9 úmluvy) a práva na vzdělání (čl. 2 prvního protokolu, z důvodu nepřijímání neočkovaných dětí do školek).
Evropský soud pro lidská práva stížnost zamítl, zdůraznil důležitost povinného očkování za účelem kolektivní imunity proti nakažlivým nemocem, která po povedení testu proporcionality převáží zásah do práva na soukromí. Zároveň dodal, že české právo poskytuje dostatečný prostor pro ty, kteří se očkovat nemohou ze zdravotních nebo náboženských důvodů.
Je to první případ Evropského soudu pro lidská práva zabývající se povinným očkováním.